# البركتي
محمد عميم الإحسان المجددي الحسيني البركتي البنجلاديشي الماتريدي الحنفي (22 محرم 1329 هـ / 24 يناير 1911م - 10 شوال 1395 هـ / 27 أكتوبر 1975م ) عالم مسلم من علماء الأحناف، عمل رئيس الأساتذة بالمدرسة العالية بدكا باكستان الشرقية. له مؤلفات كثيرة باللغتين العربية والأوردية تزيد عن ثلاثين مؤلفًا.

## اسمه ونسبه
هو محمد عميم الإحسان المجددي البركتي بن عبد المنان بن نور الحافظ، كان من السادات، ينتهي نسبه إلى زيد بن علي بن الحسين.

## سيرته
ولد البركتي في 22 محرم 1329 هـ الموافق 24 يناير 1911م، نشأ في تربية أبيه وعمه السيد عبد الديان، وقرأ القرآن الكريم تحت رعايته، وكان يحضر مع عمه مجالس أبي محمد بركت علي الشاه، وبايعه وهو ابن عشر سنين فتسمى بالبركتي نسبة إليه، ثم التحق بالمدرسة العالية بكلكتة سنة 1345 هـ، وتخرج منها سنة 1352 هـ.
تتلمذ على كبار العلماء ومشائخ عصره، من أشهر أساتذته: الشيخ ماجد علي الجونفوري، وعبد الرحمن الكابلي، وكرامت علي الشاه، والدكتور هدايت حسين، والفقيه الشاه محمد إسماعيل البهاري وغيرهم، حصل على إجازة الفتوى من شيخه مشتاق أحمد الكانفوري سنة 1353 هـ، وفي نفس السنة عين مدرسًا بمدرسة الجامع الكبير ناخدا بكلكتة، وفوض إليه إمامة الجامع، وولي الإفتاء في الجامع الكبير ناخدا سنة 1354 هـ، وأصدر به فتاوى كثيرة فاشتهر بالمفتي. في سنة 1354 هـ منحته حكومة بنغال منصب «المفتي الأعظم» اعترافًا بخدماته وعلومه، وولته الحكومة قضاء وسط كلكتة عام 1356 هـ. في 1362 هـ عين محاضرًا في المدرسة العالية بكلكتة، فاستقال من وظيفته في الجامع الكبير ناخدا، واشتغل بخدمة طلبة المدرسة العالية، ثم لما انقسمت الهند إلى الهند وباكستان انتقلت المدرسة العالية إلى دكا عاصمة باكستان الشرقية وانتقل المؤلف معها. استمر في عمله حتى مماته.

## مؤلفاته
له تصانيف كثيرة بلغات مختلفة، بعضها بالعربية والبعض بالأردية، وأشهرها:
| - أتحف الأشراف بحاشية الكشاف. - التنوير في أصول التفسير. - التبشير في شرح التنوير في أصول التفسير. - فقه السنن والآثار. - منهج السعداء. - الأربعين في الصلاة. - الأربعين في المواقيت . - الأربعين في الصلاة على النبي. - جامع جوامع الكلم. - فهرست كنز العمال. - مقدمة سنن أبي داؤد. - مقدمة مراسيل أبي داؤد. - عمل الليل والنهار. - ميزان الأخبار شرح معيار الآثار. - حواشي السعدي. | - تحقة الأخيار. - أدب المفتي. - تخليص المراسيل. - أسماء المدلسين والمخلطين. - هدية المصلين. - التنبيه للفقيه. - لب الأصول. - مالابد للفقيه. - التعريفات الفقهية. - أصول المسائل الخلافية. - القواعد الفقهية. - أوجز السير في سيرة خير البشر. - أنفع السير. - التشرف لآداب التصوف. - تاريخ إسلام. |

## وفاته
توفي في صباح يوم الأحد 10 شوال 1395 هـ الموافق 27 أكتوبر 1975م بدكا، ودفن بالقرب من مسجد كولوتوله الذي كان به إمامًا.